# قوار سنغالي

قوار سنغالي (الاسم العلمي:Cyamopsis senegalensis) هي نوع نباتي يتبع جنس القوار من الفصيلة البقولية.